# Далга-Арена
«Далга Арена» (азерб. Dalğa Arena) — стадіон у селищі Мардакан у Баку, Азербайджан. Використовується переважно для футбольних змагань. На стадіоні проводить свої матчі збірна Азербайджану з футболу.

## Історія
Роботи зі спорудження стадіону розпочалися 24 квітня 2010. Відкритий стадіон 6 червня 2011 року. На відкритті стадіону брали участь президент АФФА Рівний Абдуллаєв, президент УЄФА Мішель Платіні та президент ФІФА Йозеф Блаттер.
Стадіон «Далга Арена» у 2012 році приймав матчі чемпіонату світу з футболу серед дівчат до 17 років, у 2013 році — матчі Кубка світу з футболу серед військовослужбовців.
«Далга Арена» вже приймала два матчі збірної Азербайджану проти Македонії в товариському матчі та Австрії на Євро-2012.